# Fissidens cylindrothecus
Fissidens cylindrothecus là một loài Rêu trong họ Fissidentaceae. Loài này được Pursell & J. Aguirre mô tả khoa học đầu tiên năm 1991.